# Kingfisher (Oklahoma)
Kingfisher ist eine Stadt und der Sitz der Countyverwaltung (County Seat) des Kingfisher Countys im Bundesstaat Oklahoma in den Vereinigten Staaten.
Das U.S. Census Bureau hat bei der Volkszählung 2020 eine Einwohnerzahl von 4903 ermittelt nachdem der Ort hat 2010 noch 4633 Einwohner hatte.

## Söhne und Töchter des Ortes
- Arthur A. Collins (1909–1987), Gründer von Rockwell Collins
- Curtis Lofton (* 1986), American-Football-Spieler
- G. E. Stinson (* 1949), Gitarrist
- Sam Walton (1918–1992), Gründer von Walmart